# NGC 2915
NGC 2915 är en blå kompakt dvärggalax 12 miljoner ljusår från jorden i den högra ändan av Lokala galaxhopen. Den synliga delen av galaxen är i verklighet enbart kärnan av en mycket större spiralgalax som spårats med radioobservationer av neutralt väte.
Galaxen upptäcktes den 31 mars 1837 av John Herschel.